# Jucho

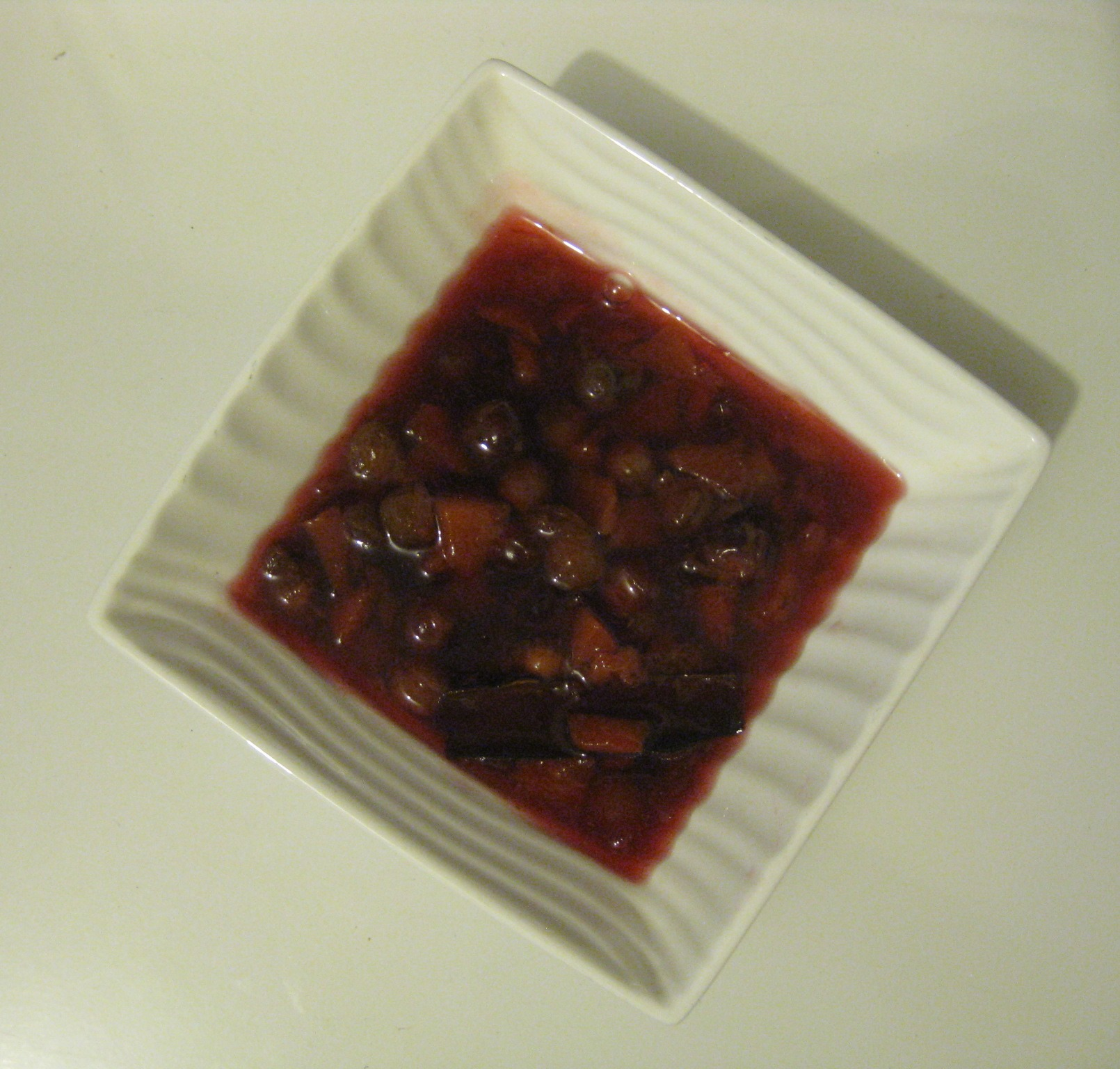
El jucho es una colada de capulí y durazno que se prepara en la Sierra Centro y Sur de Ecuador.

Jucho es considerada una de las bebidas tradicionales de la gastronomía ecuatoriana; su nombre tiene un origen kichwa que significa colada en la traducción española, de manera general se suele preparar durante la celebración del Pawkar Raymi que en su idioma original significa "Fiesta del florecimiento" y cuyo objetivo es agradecer a la pachamama por los beneficios de la tierra luego de la cosecha.
Su elaboración se realiza sobre todo en el norte del Ecuador, abarcando a las provincias de; Tungurahua, Cotopaxi y Bolívar sin embargo, debido a su situación geográfica es muy común encontrarla en la provincia de Chimborazo, ya que, el crecimiento de capulíes es bastante grandes en las zonas aledañas a la provincia.

## Historia
La elaboración del jucho tiene un origen de aproximadamente 400 años en la etnia indígena ecuatoriana, Puruhá. Según la leyenda de los Yachays, se considera que el jucho es un alimento celestial debido a su característico color morado (ya que este color sigue siendo difícil de conseguir para dichas culturas)y, al estar preparado por capulíes, que tienen semejanza a los ovarios esto, para el pueblo indígena Puruhá representa dos cosas: uno la fertilidad y dos la dualidad que existe entre el agua (hombre) y la tierra(mujer).
El origen etimológico de la palabra jucho proviene del quechua que significa colada, esta preparación es típica de los meses de febrero en los que se celebra la fiesta del florecimiento (Pawkar Raymi), durante las consiguientes celebraciones se agradece a la Pachamama por la gracia de la cosecha y fertilidad de la tierra, esta bebida ha tenido una evolución constante, una de ellas es que durante la época de la Colonia, los mestizos adoptaron la receta de los indígenas y al mismo tiempo agregaron otros ingredientes como: la canela, la pimienta dulce y el clavo de olor.
Aunque la receta tiene un origen único, su preparación puede variar en dependencia de la cultura en la que se prepare, por ejemplo algunas familias prefiere añadir solo canela y no agregarle clavo de olor, mientras que otras prefieren añadir frutas diversas; una leyenda del pueblo Salasaca sugiere que hace 1500 años los ancestros de dicha tribu recorrían grandes cantidades de terreno para obtener frutas frescas para su elaboración.
Desde 2015 el municipio autónomo de Riobamba realiza el festival llamado Jatun Jucho que significa gran jucho, en este festival se pretende conmemorar aquel ancestral bebida y promover su consumo

## Consumo
El jucho es una bebida ancestral que se consume fría o caliente, tiene un sabor dulce, está preparada con frutas exóticas, que se cosechan en la sierra ecuatoriana.
El jucho se prepara entre diciembre a febrero, es la época en la que se cosecha el capulí que es el principal fruto que se agrega al preparado, y por motivo de la fiesta indígena del Pawkar Raymi.

## Ingredientes y Elaboración
Los ingredientes del jucho son: durazno, capulí, maicena, canela, clavo de olor, pimienta dulce, ishpingo, hojas de naranja, limón o arrayán, hierbaluisa o cedrón, agua, panela o azúcar agua.
Los ingredientes son fáciles de conseguir en la sierra ecuatoriana, la forma de preparación es rápida en un aproximado de una hora además que no implica mayor esfuerzo, consiste en:
1. Seleccionar los capulíes y duraznos  maduros, lavarlos con abundante agua, quitar tallos, hojas y corteza 2. Hervir la fruta en agua de unos 15 a 20 minutos, observando su tonalidad, 3. Colocar la maicena en agua, esperar que se diluya hasta obtener una mezcla homogénea. 4.  Verter la maicena diluida en los capulíes en cocción para proporcionar espesor a la colada, al mismo instante se añade las especias elegidas: canela, clavo de olor, pimienta dulce, ishpingo, hojas de naranja, limón o arrayán, hierbaluisa o cedrón para otorgarle el sabor ideal, 5. Por último agregar panela o azúcar al gusto en la preparación, hasta obtenerla colada de una tonalidad lila.